# Carmela Barrantes Manuel de Aragón
María del Carmen o Carmela Barrantes Manuel de Aragón (Madrid?, 1799 - ca. 1846) va ser una pintora espanyola.
Nascuda 1799, potser a Madrid. El 8 de setembre de 1816, amb disset anys, la Reial Acadèmia de Belles Arts de Sant Ferran li va concedir el títol d'acadèmica de mèrit de la secció de pintura. En aquest moment era el seu mestre Cayetano Rodríguez, exalumne de l'acadèmia.
Va fer còpies en dibuix de les obres de la Sagrada Família de Murillo i La Verge, el Nen i Sant Joan de Rafael, així com buidats d'estàtues, com el bust d'un pontífex. El 1819 va regalar a l'Acadèmia un oli amb un bust còpia d'un original de Federico Barocci. Encara el 1840 està documentada a l'Exposició de Belles Arts de la mateixa institució amb la còpia d'un retrat d'una personalitat de l'època de Felip III.
La seva mort se situa vers 1846.